# Hulda Källberg
Hulda Maria Källberg, född Eriksson 16 januari 1911 i Torsång, Kopparbergs län, död 18 november 2021, var Dalarnas äldsta och Källberg var vid sin död Sveriges näst äldsta levande person efter Flarid Lagerlund.

## Biografi
Källberg föddes i Storsund i Dalarna. Hon flyttade senare till Ornäs när hon gifte sig 1932 med Evert Teodor Källberg, med vilken hon fick tre barn. Hennes man avled 1964. Hon var yrkesverksam som frisör i Falun tills hon var 80 år. 
Källberg uppnådde i januari 2021 en ålder av 110 år, vilket uppmärksammades i media.